# Centre de rétention no 22
Le centre de rétention de Haengyong est un ancien camp de travail pour prisonniers politiques en Corée du Nord. Son nom officiel est kwanliso n°22 (행영 제22호 관리소).

## Description
Le camp se trouve dans la juridiction de Hoeryong dans la province du Hamgyong du Nord à 10-20 km au nord-est de la ville à 7 km du Tumen qui forme la frontière avec la Chine. Il s’étend sur 225 km² et contient 50 000 prisonniers. Il fut organisé comme un bagne dont les occupants ne sont jamais libérés. Les personnes politiquement peu fiables y furent incarcérées avec toute leur famille, enfants compris. Il comprenait les camps de travail de Haengyong (production agricole), Naksaeng, Saul, Jungbong (mine de charbon), Kulan et Namsok. Le centre administratif du camp, les bâtiments d’habitation pour les surveillants, les usines et le centre de torture se trouvent à Haengyong. Le camp est entouré de fils électriques et de miradors. Il était surveillé par un millier de soldats, équipés d’armes automatiques et de chiens. Le nombre de prisonniers a fortement augmenté en 1989 après la fermeture du centre de rétention n° 12 d’Onsong et en 1990 après celle du n° 13 de Jongsong et le transfert de leurs prisonniers.
D’après les rapports de témoins oculaires, les prisonniers devaient travailler de 5 heures du matin à 8 heures du soir puis faire leur autocritique et apprendre par cœur la propagande. En cas de manquement aux règles ou de travail non-fait, ils étaient frappés et torturés. Ils n'avaient droit qu’à 300 grammes de céréales par jour. On estime que 1 500 à 2 000 personnes mourraient chaque année de malnutrition, en particulier des enfants. Les exécutions auraient été régulières sur place.
D'après des images satellites et certains rapports relayés par la presse, le centre aurait fermé ses portes en 2012, en raison de sa proximité avec la frontière chinoise qui favorise les défections.